# Harper B. Lee
James Harper Gillett, ou Harper Baylor Lee, plus connu sous le nom de « Harper B. Lee », né  le 5 septembre 1884 à El Paso, Comté d'El Paso (Texas) (États-Unis, État du Texas), mort à San Antonio (États-Unis, État du Texas) le 26 juin 1941, est un matador américain.

## Présentation
En 1895, sa famille s'installe à Guadalajara au Mexique où le jeune garçon et ses camarades de classe jouent au torero, participant parfois à des novilladas caritatives. Encouragé par le gouverneur de l'état de Jalisco, Lee devient novillero à part entière. Il est vite connu pour ses passes risquées. Notamment, sa façon de placer les banderilles al quiebro et son accueil du taureau a porta gayola, lui valent l'admiration du public. 

## Carrière
Lee ne parvient pas à obtenir son alternative à Mexico malgré de nombreux succès et des sorties a hombros. Le « gringo » faisait alors la une des journaux. Mais peu avant la date de son alternative fixée au 10 octobre 1909, le novillero est gravement blessé à San Luis Potosí, ce qui l'empêche de se présenter à Mexico.
C'est finalement le 20 février 1910 à Monterrey qu'il sera consacré matador de taureau. Il fait un court passage en Espagne avant de retourner au Mexique où malheureusement, les toreros yankees ne sont plus les bienvenus : la Révolution mexicaine  vient d'éclater. On piétine le drapeau américain.
Pour sa fin de carrière, Lee aurait dû se couper la coleta en public comme le veut la coutume, dans les arènes de Mexico. Mais pensant qu'il n'a plus d'avenir dans la profession, il le fait dans la maison de sa fiancée Roxa Dunbar qui coupe elle-même la coleta.
Vers 1915, comme une nouvelle révolution mexicaine menace d'éclater, Harper B. Lee retourne à San Antonio où il se réconcilie avec son père qui l'avait déshérité. Il fait de petits travaux pour survivre et il meurt en 1941, d'un cancer de la lèvre.